# سايتون (تشيشير)
سایتون (تشيشير) (بالإنجليزية: Saighton)‏ هي قرية وأبرشية مدنية تقع في المملكة المتحدة في تشيشير.